# Championnat d'Afrique de planches à voile Bic Techno 293
Les Championnat d'Afrique de planches à voile  sont une compétition de sport nautique opposant des skippers africains dans la classe Bic Techno 293 

## Éditions
| Année | Lieu     | Dates                           |
| ----- | -------- | ------------------------------- |
| 2013  | Hammamet | 2 au 7 September                |
| 2014  | Bejaia   | 28 décembre 2014–4 janvier 2015 |
| 2017  | Ras Sudr | 27 novembre–2 décembre          |
| 2019  | Djerba   | 16 au 22 décembre               |

## Palmarès

### Hommes
| Édition | Or                    | Argent         | Bronze              |
| ------- | --------------------- | -------------- | ------------------- |
| 2013    | Khaled Chihi          | Hamza Adjlia   | Salah eddine Chemaa |
| 2014    | Ahmed Ramzi Boudjatit | Mami Safouan   | Brighet Imad        |
| 2017    | Imad Eddine Brighet   | Islam Bennaga  | Rami Boudrouma      |
| 2019    | Islam Bennaga         | Rami Boudrouma | Khalil Bouaskar     |

### Femmes
| Édition | Or                   | Argent                | Bronze     |
| ------- | -------------------- | --------------------- | ---------- |
| 2017    | Lina Ait Ali Slimane | Salma Weal El Ashmawy | Ikram Abid |

### jeunes
| Édition | Or           | Argent         | Bronze         |
| ------- | ------------ | -------------- | -------------- |
| 2013    | Safwen Mami  | Mahdi Mebarkia | Haroun Hammami |
| 2019    | Ayoub Hedibi | Chahine Elmi   | Bassem Halloul |

### Junior
| Édition | Or             | Argent             | Bronze      |
| ------- | -------------- | ------------------ | ----------- |
| 2010    | Salim Fkih     | Aziz Khouja        |             |
| 2019    | Sami Boudrouma | Yassine Khalfallah | Sami Amiche |